# Ljungsjön (Svenarums socken, Småland)
Ljungsjön är en sjö i Vaggeryds kommun i Småland och ingår i Lagans huvudavrinningsområde. Sjön är 6,6 meter djup, har en yta på 0,121 kvadratkilometer och befinner sig 175 meter över havet.

## Delavrinningsområde
Ljungsjön ingår i det delavrinningsområde (636401-140964) som SMHI kallar för Utloppet av Hubbestadsjön. Medelhöjden är 203 meter över havet och ytan är 30,05 kvadratkilometer. Räknas de 15 delavrinningsområdena uppströms in blir den ackumulerade arean 372,13 kvadratkilometer. Delavrinningsområdets utflöde Lagan (Härån) mynnar i havet. Delavrinningsområdet består mestadels av skog (68 procent) och sankmarker (13 procent). Avrinningsområdet har 0,97 kvadratkilometer vattenytor vilket ger det en sjöprocent på 3,2 procent.